# Anna Smaschnowa
Anna Smaschnowa (russisch Анна Смашнова, * 16. Juli 1976 in Minsk, Sowjetunion) ist eine ehemalige israelische Tennisspielerin.

## Karriere
Mit sechs Jahren begann Smaschnowa, die Sandplätze bevorzugte, mit dem Tennissport.
Im Alter von zehn Jahren war sie die Nummer eins der sowjetischen Juniorinnen. Mit 14 Jahren gewann sie 1989 die nationale Meisterschaft der Juniorinnen.
1990 konnte  Freddy Krivine, der Gründer des Israel Tennis Centers, die Familie Smaschnowa davon überzeugen, nach Israel auszuwandern. 1991 gewann Anna Smaschnowa die French Open der Juniorinnen in Paris. 1995 und 1998 erreichte sie dort jeweils das Achtelfinale.
Auf der WTA Tour gewann sie insgesamt 12 Einzeltitel, am 3. Februar 2003 erreichte sie mit Rang 15 ihre beste Notierung in der Weltrangliste. Nach ihrer Heirat 2002 mit ihrem Trainer Claudio Pistolesi spielte sie unter dem Namen Anna Pistolesi.
Im Jahr 2007 erklärte Smaschnowa nach dem Wimbledon-Turnier ihren Rücktritt vom Profitennis.

## Turniersiege

### Einzel
| Nr. | Datum              | Turnier      | Kategorie    | Belag     | Finalgegnerin            | Ergebnis       |
| --- | ------------------ | ------------ | ------------ | --------- | ------------------------ | -------------- |
| 1.  | 11. Juli 1993      | Erlangen     | ITF          | Sand      | Isabel Cueto             | 6:3, 6:1       |
| 2.  | 23. November 1997  | Jaffa        | ITF $10.000  | Hartplatz | Tzipora Obziler          | 6:3, 6:2       |
| 3.  | 12. April 1998     | Athen        | ITF $25.000  | Sand      | Rita Kuti-Kis            | 1:6, 6:2, 6:2  |
| 4.  | 17. Mai 1998       | Porto        | ITF $75.000  | Sand      | Alexia Dechaume-Balleret | 6:2, 6:2       |
| 5.  | 4. Oktober 1998    | Santa Clara  | ITF $75.000  | Hartplatz | Amy Frazier              | 2:6, 6:4, 6:2  |
| 6.  | 13. Juni 1999      | Taschkent    | WTA Tier IVb | Hartplatz | Laurence Courtois        | 6:3, 6:3       |
| 7.  | 17. Oktober 1999   | Largo        | ITF $50.000  | Hartplatz | Marissa Irvin            | 6:2, 7:S       |
| 8.  | 23. Juli 2000      | Knokke-Heist | WTA Tier IVb | Sand      | Dominique van Roost      | 6:2, 7:5       |
| 9.  | 5. Januar 2002     | Auckland     | WTA Tier IV  | Hartplatz | Tatjana Panowa           | 6:2, 6:2       |
| 10. | 12. Januar 2002    | Canberra     | WTA Tier V   | Hartplatz | Tamarine Tanasugarn      | 7:5, 7:62      |
| 11. | 16. Juni 2002      | Wien         | WTA Tier III | Sand      | Iroda Toʻlaganova        | 6:4, 6:1       |
| 12. | 15. September 2002 | Shanghai     | WTA Tier IV  | Hartplatz | Anna Kurnikowa           | 6:2, 6:3       |
| 13. | 2. August 2003     | Sopot        | WTA Tier III | Sand      | Klára Koukalová          | 6:2, 6:0       |
| 14. | 10. August 2003    | Espoo        | WTA Tier IV  | Sand      | Jelena Kostanić          | 4:6, 6:4, 6:0  |
| 15. | 22. Mai 2004       | Wien         | WTA Tier III | Sand      | Alicia Molik             | 6:2, 3:6, 6:2  |
| 16. | 17. Juli 2005      | Modena       | WTA Tier IV  | Sand      | Tathiana Garbin          | 6:63:0 Aufgabe |
| 17. | 31. August 2005    | Budapest     | WTA Tier IV  | Sand      | Catalina Castaño         | 6:2, 6:2       |
| 18. | 11. Juni 2006      | Prostějov    | ITF $75.000  | Sand      | Romina Oprandi           | kampflos       |
| 19. | 30. Juli 2006      | Budapest     | WTA Tier IV  | Sand      | Lourdes Domínguez Lino   | 6:1, 6:3       |